# 愛知県道286号安城桜井線
愛知県道286号安城桜井線（あいちけんどう286ごう あんじょうさくらいせん）は、愛知県安城市東部を南北に縦断する一般県道である。

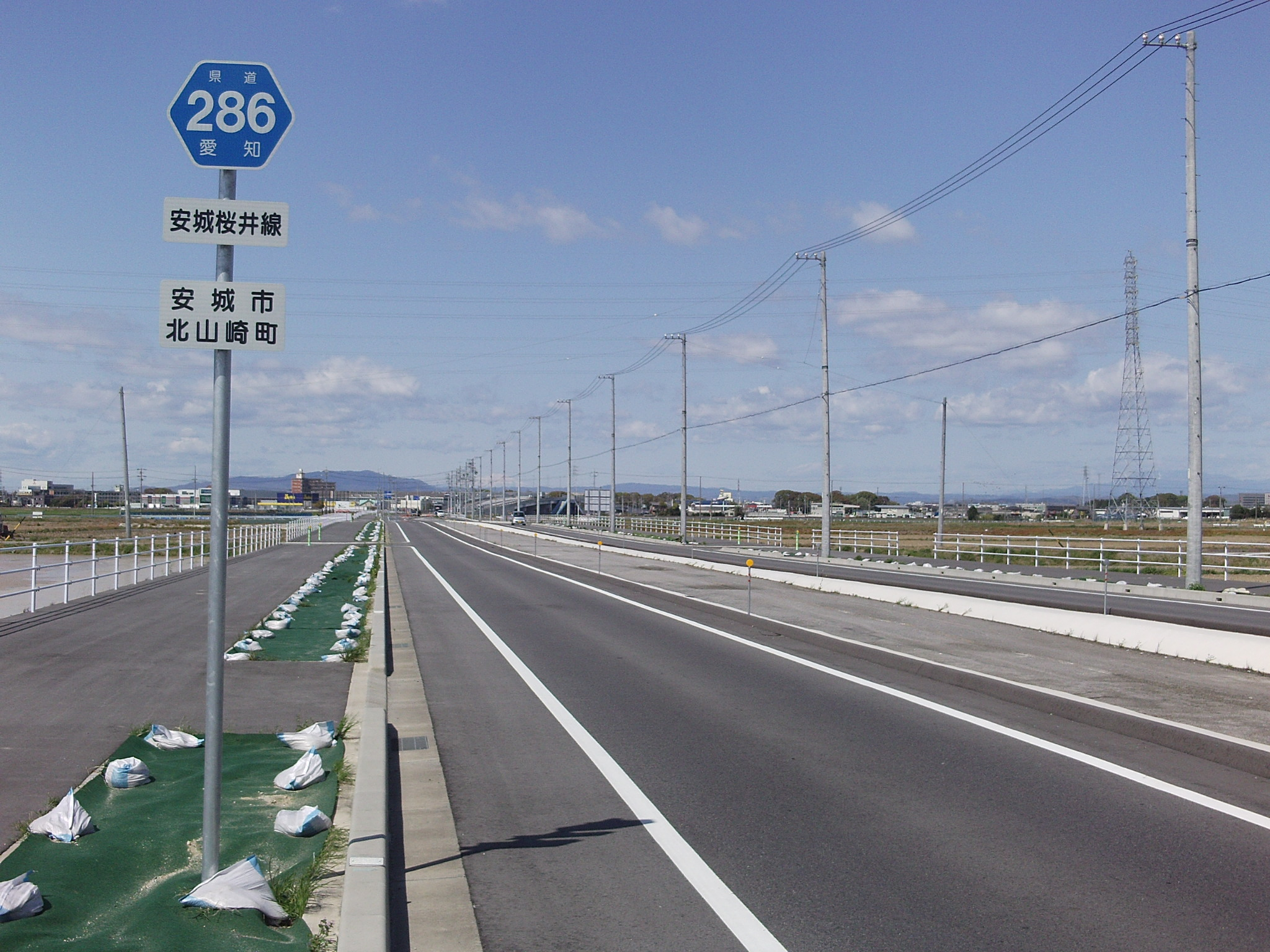
県道のバイパス。この先の交差点で愛知県道76号豊田安城線バイパスと連続し、一体の道路となっている。

## 概要
沿線は中間点の安城市中心部区間を除いて田園風景が多い。

### 路線データ
- 起点：愛知県安城市尾崎町
- 終点：愛知県安城市桜井町

## 沿革
- 1959年12月15日：認定
- 1967年： 碧海郡 桜井町が安城市に編入された為全線が安城市域となる

## 通過する自治体
- 愛知県
  - 安城市

## 接続する道路
- 愛知県道76号豊田安城線（新田町吉池交差点‐連続）
- 愛知県道47号岡崎半田線（大岡町荒古交差点）
- 愛知県道48号岡崎刈谷線（安城町宮前交差点・安城町宮地交差点間で重複）
- 愛知県道44号岡崎西尾線（岡崎街道）（桜井町塔之元交差点）

## 周辺
- 愛知県立安城東高等学校
- 名鉄西尾線 南安城駅、碧海古井駅、堀内公園駅
- 安城市歴史博物館
- 安祥城跡公園